# Mardónio
Mardónio (no Brasil Mardônio; ? — 479 a.C.) foi um general persa, sobrinho de Dario I e primo de Xerxes I que liderou as tropas aqueménidas durante as Guerras Médicas com a Grécia, no começo do século V a.C. É provável que o seu nome em persa fosse diferente, já que Mardónio deriva do grego e significa belicoso.
Era filho de Góbrias e genro de Dario I, por se haver casado com a filha deste, Artozostra. Após a revolta da Jónia, Mardónio foi enviado à Grécia Continental, incumbido de castigar Atenas pelo papel que havia tido no fomento da revolta das cidades da Jónia. Porém, como tivesse apanhado uma tempestade junto ao Monte Athos, acabou por regressar, tendo sido exonerado do comando das tropas, e como tal não participou da batalha de Maratona, em 490 a.C..
Com a morte de Dario, Mardónio recuperou o prestígio de outrora junto do novo soberano, Xerxes I. Mardónio foi o grande responsável pelo desencadear da guerra, tendo convencido o monarca a vingar o pai, por oposição a outro conselheiro, Artábano, que tinha uma posição mais moderada. O rei, indeciso e apático, seguiu o conselho de Mardónio (de acordo com Heródoto, que relata estes episódios no Livro VII das suas Histórias), o qual teria a secreta intenção de se tornar sátrapa da Grécia após a sua conquista.
Mardónio esteve presente nas Termópilas, e após a derrota persa em Salamina, procurou convencer Xerxes a prosseguir a guerra. O rei, porém, retirou-se para a Ásia, desiludido, deixando Mardónio como governador das partes da Grécia nominalmente conquistadas.
Aliou-se em seguida a Alexandre I da Macedónia, vassalo do soberano persa, procurando fazer a paz com os atenienses para poder prosseguir a conquista da Grécia, e comprometendo-se inclusivamente a ajudar na reconstrução da cidade. Atenas, porém, rejeitou a trégua e preparou-se para dar batalha aos persas.
Mardónio procurou fazer frente aos gregos na batalha de Plateias, mas não obstante a sua superioridade numérica, voltou a sair derrotado, tendo sido morto durante o combate. O seu cadáver foi depois decapitado e a sua cabeça empalada, tal como havia sido feito ao rei Leónidas I de Esparta nas Termópilas, nunca tendo sido recuperado pelo exército persa.